# Torqueola
Torqueola là một chi bướm đêm thuộc họ Crambidae.

## Các loài
- Torqueola hypolampra Turner, 1915
- Torqueola monophaes (Lower, 1902)
- Torqueola ophiceralis (Walker, 1866)